# Кампо (Сондрио)
Кампо (итал. Campo) је насеље у Италији у округу Сондрио, региону Ломбардија.
Према процени из 2011. у насељу је живело 475 становника. Насеље се налази на надморској висини од 1066 м.